# جزیره مول
جزیرهٔ مول (اسکاتلندی: Eilean Muile، انگلیسی: Isle of Mull) جزیره‌ای است نزدیک به کرانه‌های غربی اسکاتلند.
جزیره مول بزرگ‌ترین جزیره از مجمع‌الجزایر هبریدز داخلی است.
مول چهارمین جزیرهٔ بزرگ اسکاتلند و هم‌چنین چهارمین جزیرهٔ بزرگ پیرامون بریتانیا است.